# Sudokidz
Sudokidz is een tv-programma van de AVRO en de NCRV wat start op maandag 7 januari 2008 en wordt uitgezonden op Z@PP. Het is een variant op Smartkidz wat ook wordt uitgezonden op Z@PP (AVRO) en nu even niet te zien is.
Het spelprogramma wordt dagelijks uitgezonden met als spelers kinderen uit groep 8 van de basisschool. In plaats van gebruikelijke getallen bij Sudoku's, moeten symbolen op de juiste plek worden ingevuld. Het speelveld bestaat uit zestien vakjes (vier bij vier) en die moeten ingevuld worden met een driehoek, vierkant, cirkel of kruis. Een aantal vakjes is al ingevuld, de overige moet de kandidaat vullen. In de eerste ronde kiezen de kinderen zelf welk vakje ze willen doen, in de tweede ronde kiest de computer het vakje. De kandidaat die na twee speelronden de meeste punten heeft, gaat door naar de finale, waar hem of haar nog acht kennisvragen en nog een sudoku wachten.
Het programma wordt om en om uitgezonden door de NCRV en de AVRO. De eerste werd uitgezonden door de NCRV.